# Puntas de Maciel
Puntas de Maciel, ou simplement Maciel, est une ville de l'Uruguay située dans le département de Florida. Sa population est de seulement 164 habitants.

## Infrastructure
La ville est reliée par la route 5 et elle est située à 152 km au nord de Montevideo.

## Population
| Année | Population |
| ----- | ---------- |
| 1963  | 157        |
| 1975  | 162        |
| 1985  | 139        |
| 1996  | 144        |
| 2004  | 164        |

Référence,.